# Spielvereinigung Fürth 1975-1976
Questa voce raccoglie le informazioni riguardanti il Spielvereinigung Fürth nelle competizioni ufficiali della stagione 1975-1976.

## Stagione
Nella stagione 1975-1976 il Fürth, allenato da Hans Cieslarczyk, concluse il campionato di 2. Bundesliga al 10º posto. In Coppa di Germania il Fürth fu eliminato al terzo turno dal Colonia.

## Rosa
| N. |                      | Ruolo | Calciatore        |
| -- | -------------------- | ----- | ----------------- |
|    | Germania (bandiera)  | P     | Roland Kastner    |
|    | Germania (bandiera)  | P     | Peter Löwer       |
|    | Germania (bandiera)  | D     | Bernhard Bergmann |
|    | Germania (bandiera)  | D     | Hermann Grabmeier |
|    | Danimarca (bandiera) | D     | Viggo Jensen      |
|    | Germania (bandiera)  | D     | Wolfgang Lausen   |
|    | Germania (bandiera)  | C     | Klaus Dennerlein  |
|    | Germania (bandiera)  | C     | Jürgen Detsch     |
|    | Germania (bandiera)  | C     | Gerd Efferenn     |
|    | Germania (bandiera)  | C     | Siegfried Grimm   |

| N. |                     | Ruolo | Calciatore      |
| -- | ------------------- | ----- | --------------- |
|    | Germania (bandiera) | C     | Klaus Heinlein  |
|    | Germania (bandiera) | C     | Fritz Heubeck   |
|    | Germania (bandiera) | C     | Lorenz Hilkes   |
|    | Germania (bandiera) | C     | Helmut Klump    |
|    | Germania (bandiera) | C     | Heinz Popp      |
|    | Germania (bandiera) | C     | Gerhard Schäfer |
|    | Germania (bandiera) | A     | Paul Broh       |
|    | Germania (bandiera) | A     | Werner Hofmann  |
|    | Germania (bandiera) | A     | Erich Unger     |

## Organigramma societario
Area tecnica
- Allenatore: Hans Cieslarczyk
- Allenatore in seconda:
- Preparatore dei portieri:
- Preparatori atletici:

## Calciomercato

### Sessione estiva
| Acquisti | Acquisti        | Acquisti    | Acquisti |
| R.       | Nome            | da          | Modalità |
| -------- | --------------- | ----------- | -------- |
| C        | Lorenz Hilkes   | Stoccarda   |          |
| C        | Gerd Efferenn   | Ludwigsburg |          |
| C        | Siegfried Grimm | Bayreuth    |          |
| C        | Gerhard Schäfer | FV Speyer   |          |

| Cessioni | Cessioni           | Cessioni            | Cessioni |
| R.       | Nome               | a                   | Modalità |
| -------- | ------------------ | ------------------- | -------- |
| D        | Hans-Jürgen Ammon  | Schweinfurt 05      |          |
| C        | Paul Bajlitz       | Standard Liegi      |          |
| P        | Wolfgang Hillmann  | Bayreuth            |          |
| A        | Wolfgang Ruhdorfer | SC Fürstenfeldbruck |          |

### Sessione invernale
| Acquisti | Acquisti | Acquisti | Acquisti |
| R.       | Nome     | da       | Modalità |
| -------- | -------- | -------- | -------- |

| Cessioni | Cessioni     | Cessioni | Cessioni |
| R.       | Nome         | a        | Modalità |
| -------- | ------------ | -------- | -------- |
| A        | Gerhard Bopp | Magonza  |          |

## Risultati

### 2. Bundesliga

#### Girone di andata
| Arbitro: | Kettenbach |

|                          |           |           |
| Granitza 67’ (rig.), 90’ | Marcatori | 50’ Grimm |

| Arbitro: | Blum |

|  |           |                            |
|  | Marcatori | 3’, 25’ Lenz 70’ Pankotsch |

| Arbitro: | Haselberger |

|                                   |           |           |
| Steiner 32’ Böhni 42’ Mießmer 51’ | Marcatori | 83’ Grimm |

| Arbitro: | Joos |

|  |           |           |
|  | Marcatori | 75’ Weiss |

| Arbitro: | Hofmeister |

|                          |           |  |
| Emmerich 20’ Seubert 71’ | Marcatori |  |

| Fürth 7 settembre 1975 6ª giornata | Fürth   | 0 – 0 referto | Reutlingen | Sportpark Ronhof (3 000 spett.)\| Arbitro: \| Hellwig \| |
| Arbitro:                           | Hellwig |               |            |                                                          |

| Bad Kreuznach 13 settembre 1975 7ª giornata | Eintracht Bad Kreuznach | 0 – 0 referto | Fürth | Friedrich-Moebus-Stadion (4 000 spett.)\| Arbitro: \| Kalenborn \| |
| Arbitro:                                    | Kalenborn               |               |       |                                                                    |

| Arbitro: | Schröder |

|                  |           |                                       |
| Hofmann 38’, 70’ | Marcatori | 10’ Nüssing 51’ Walitza 90’ Meininger |

| Arbitro: | Walesch |

|                        |           |  |
| Weller 6’ Hitzfeld 72’ | Marcatori |  |

| Arbitro: | Binninger |

|                      |           |                                  |
| Bopp 13’ Heubeck 26’ | Marcatori | 3’ Holzer 22’ Traser 84’ Scherer |

| Arbitro: | Wilhelmi |

|             |           |  |
| Beichle 78’ | Marcatori |  |

| Arbitro: | Möckel |

|                         |           |  |
| Detsch 51’ Heinlein 53’ | Marcatori |  |

| Arbitro: | Kuhn |

|                                                     |           |  |
| Bergmann 24’ (aut.) Metzler 43’ Koch 73’ Thelen 84’ | Marcatori |  |

| Arbitro: | Röder |

|  |           |                        |
|  | Marcatori | 53’ Metzger 90’ Keller |

| Arbitro: | Quindeau |

|                                  |           |                                 |
| Hoffmann 3’ Schneider 50’ (rig.) | Marcatori | 52’ Bopp 74’ Jensen 80’ Hofmann |

| Arbitro: | Joos |

|                                             |           |                       |
| Hilkes 8’ Heinlein 66’ Popp 68’ Hofmann 88’ | Marcatori | 39’ Köstler 75’ Klier |

| Arbitro: | Frickel |

|                          |           |          |
| Fink 34’ Heidenreich 90’ | Marcatori | 27’ Popp |

| Arbitro: | Klauser |

|            |           |  |
| Renner 50’ | Marcatori |  |

| Arbitro: | Wilhelmi |

|                             |           |  |
| Hofmann 28’, 47’ Hilkes 31’ | Marcatori |  |

#### Girone di ritorno
| Arbitro: | Eichhorn |

|                            |           |  |
| Unger 67’ Hofmann 81’, 82’ | Marcatori |  |

| Arbitro: | Wilhelmi |

|                                     |           |              |
| Figlus 54’ Pankotsch 78’ Diener 88’ | Marcatori | 44’ Bergmann |

| Arbitro: | Dahler |

|             |           |           |
| Hofmann 11’ | Marcatori | 70’ Adler |

| Arbitro: | Gaus |

|               |           |                                       |
| Lindemann 46’ | Marcatori | 43’ Hofmann 57’ (rig.) Unger 83’ Popp |

| Arbitro: | Greiner |

|                            |           |  |
| Unger 57’, 76’ Hofmann 61’ | Marcatori |  |

| Arbitro: | Quindeau |

|            |           |  |
| Zitzer 63’ | Marcatori |  |

| Arbitro: | Scheffner |

|                                      |           |  |
| Hofmann 6’, 40’ Unger 24’ Hilkes 35’ | Marcatori |  |

| Arbitro: | Aldinger |

|                                    |           |                        |
| Meininger 1’ Walitza 22’ Sturz 87’ | Marcatori | 28’ Lausen 52’ Hofmann |

| Arbitro: | Kammann |

|                       |           |  |
| Hofmann 25’, 27’, 41’ | Marcatori |  |

| Arbitro: | Walz |

|                                        |           |             |
| Schmidt 12’, 70’ Magath 69’ Fazlić 89’ | Marcatori | 41’ Hofmann |

| Arbitro: | Messmer |

|                                          |           |            |
| Jensen 32’ Schäfer 44’ Heinlein 63’, 68’ | Marcatori | 40’ Erhart |

| Arbitro: | Steigele |

|         |           |                         |
| Ruhs 2’ | Marcatori | 16’ Heubeck 42’ Hofmann |

| Arbitro: | Möckel |

|                             |           |  |
| Hilkes 19’ Unger 71’ (rig.) | Marcatori |  |

| Arbitro: | Binninger |

|            |           |  |
| Keller 80’ | Marcatori |  |

| Arbitro: | Schröder |

|                  |           |  |
| Hofmann 45’, 76’ | Marcatori |  |

| Arbitro: | Linn |

|            |           |                                                    |
| Nickel 83’ | Marcatori | 28’ Hofmann 44’ Jensen 60’, 87’ Heubeck 70’ Hilkes |

| Arbitro: | Ermer |

|                        |           |              |
| Heinlein 8’ Hilkes 70’ | Marcatori | 14’ Sommerer |

| Arbitro: | Aldinger |

|                             |           |  |
| Schäfer 20’, 57’ Hilkes 29’ | Marcatori |  |

| Arbitro: | Clajus |

|            |           |                                          |
| Kelsch 57’ | Marcatori | 1’ Hofmann 52’, 68’ Heinlein 81’ Heubeck |

### Coppa di Germania
| Arbitro: | Kammann |

|             |           |             |
| Metzler 71’ | Marcatori | 28’ Hofmann |

| Arbitro: | Clajus |

|                 |           |  |
| Bopp 60’ (rig.) | Marcatori |  |

| Arbitro: | Ulm |

|                                                                  |           |              |
| Heubeck 8’, 65’ Hilkes 12’, 16’, 38’ Popp 32’ (rig.) Hofmann 48’ | Marcatori | 35’ Luhrssen |

| Arbitro: | Hövel |

|                                |           |             |
| Flohe 58’ Löhr 61’ Brücken 69’ | Marcatori | 74’ Hofmann |

## Statistiche

### Statistiche di squadra
| Competizione      | Punti | In casa | In casa | In casa | In casa | In casa | In casa | In trasferta | In trasferta | In trasferta | In trasferta | In trasferta | In trasferta | Totale | Totale | Totale | Totale | Totale | Totale | DR  |
| Competizione      | Punti | G       | V       | N       | P       | Gf      | Gs      | G            | V            | N            | P            | Gf           | Gs           | G      | V      | N      | P      | Gf     | Gs     | DR  |
| ----------------- | ----- | ------- | ------- | ------- | ------- | ------- | ------- | ------------ | ------------ | ------------ | ------------ | ------------ | ------------ | ------ | ------ | ------ | ------ | ------ | ------ | --- |
| 2. Bundesliga     | 37    | 19      | 12      | 2       | 5       | 40      | 17      | 19           | 5            | 1            | 13           | 24           | 35           | 38     | 17     | 3      | 18     | 64     | 52     | +12 |
| Coppa di Germania | -     | 2       | 2       | 0       | 0       | 8       | 1       | 2            | 0            | 1            | 1            | 2            | 4            | 4      | 2      | 1      | 1      | 10     | 5      | +5  |
| Totale            | 37    | 21      | 14      | 2       | 5       | 48      | 18      | 21           | 5            | 2            | 14           | 26           | 39           | 42     | 19     | 4      | 19     | 74     | 57     | +17 |

### Andamento in campionato
| Giornata  | 1  | 2  | 3  | 4  | 5  | 6  | 7  | 8  | 9  | 10 | 11 | 12 | 13 | 14 | 15 | 16 | 17 | 18 | 19 | 20 | 21 | 22 | 23 | 24 | 25 | 26 | 27 | 28 | 29 | 30 | 31 | 32 | 33 | 34 | 35 | 36 | 37 | 38 |
| --------- | -- | -- | -- | -- | -- | -- | -- | -- | -- | -- | -- | -- | -- | -- | -- | -- | -- | -- | -- | -- | -- | -- | -- | -- | -- | -- | -- | -- | -- | -- | -- | -- | -- | -- | -- | -- | -- | -- |
| Luogo     | T  | C  | T  | C  | T  | C  | T  | C  | T  | C  | T  | C  | T  | C  | T  | C  | T  | T  | C  | C  | T  | C  | T  | C  | T  | C  | T  | C  | T  | C  | T  | C  | T  | C  | T  | C  | C  | T  |
| Risultato | P  | P  | P  | P  | P  | N  | N  | P  | P  | P  | P  | V  | P  | P  | V  | V  | P  | P  | V  | V  | P  | N  | V  | V  | P  | V  | P  | V  | P  | V  | V  | V  | P  | V  | V  | V  | V  | V  |
| Posizione | 15 | 18 | 19 | 19 | 19 | 18 | 19 | 19 | 20 | 20 | 20 | 20 | 20 | 20 | 19 | 19 | 19 | 19 | 19 | 19 | 19 | 19 | 18 | 17 | 17 | 16 | 17 | 16 | 17 | 15 | 15 | 14 | 15 | 14 | 13 | 13 | 11 | 10 |

Legenda:

Luogo: C = Casa; T = Trasferta. Risultato: V = Vittoria; N = Pareggio; P = Sconfitta.

### Statistiche dei giocatori
| Giocatore     | 2. Bundesliga | 2. Bundesliga | 2. Bundesliga | 2. Bundesliga | Coppa di Germania | Coppa di Germania | Coppa di Germania | Coppa di Germania | Totale   | Totale | Totale      | Totale     |
| Giocatore     | Presenze      | Reti          | Ammonizioni   | Espulsioni    | Presenze          | Reti              | Ammonizioni       | Espulsioni        | Presenze | Reti   | Ammonizioni | Espulsioni |
| ------------- | ------------- | ------------- | ------------- | ------------- | ----------------- | ----------------- | ----------------- | ----------------- | -------- | ------ | ----------- | ---------- |
| B. Bergmann   | 36            | 1             | 5             | 0             | 4                 | 0                 | 1                 | 0                 | 40       | 1      | 6           | 0          |
| G. Bopp       | 16            | 2             | 2             | 0             | 2                 | 1                 | 0                 | 0                 | 18       | 3      | 2           | 0          |
| P. Broh       | 8             | 0             | 0             | 0             | 0                 | 0                 | 0                 | 0                 | 8        | 0      | 0           | 0          |
| K. Dennerlein | 4             | 0             | 0             | 0             | 1                 | 0                 | 0                 | 0                 | 5        | 0      | 0           | 0          |
| J. Detsch     | 6             | 1             | 1             | 0             | 1                 | 0                 | 0                 | 0                 | 7        | 1      | 1           | 0          |
| G. Efferenn   | 10            | 0             | 1             | 0             | 2                 | 0                 | 0                 | 0                 | 12       | 0      | 1           | 0          |
| H. Grabmeier  | 23            | 0             | 5             | 2             | 3                 | 0                 | 2                 | 0                 | 26       | 0      | 7           | 2          |
| S. Grimm      | 25            | 2             | 2             | 0             | 3                 | 0                 | 1                 | 0                 | 28       | 2      | 3           | 0          |
| K. Heinlein   | 36            | 7             | 2             | 0             | 4                 | 0                 | 0                 | 0                 | 40       | 7      | 2           | 0          |
| F. Heubeck    | 36            | 5             | 2             | 0             | 4                 | 2                 | 2                 | 0                 | 40       | 7      | 4           | 0          |
| L. Hilkes     | 23            | 7             | 1             | 0             | 2                 | 3                 | 0                 | 0                 | 25       | 10     | 1           | 0          |
| W. Hofmann    | 38            | 23            | 0             | 0             | 4                 | 3                 | 0                 | 0                 | 42       | 26     | 0           | 0          |
| V. Jensen     | 34            | 3             | 3             | 0             | 2                 | 0                 | 0                 | 0                 | 36       | 3      | 3           | 0          |
| R. Kastner    | 2             | 0             | 0             | 0             | 0                 | 0                 | 0                 | 0                 | 2        | 0      | 0           | 0          |
| H. Klump      | 31            | 0             | 4             | 0             | 2                 | 0                 | 0                 | 0                 | 33       | 0      | 4           | 0          |
| W. Lausen     | 32            | 1             | 0             | 1             | 4                 | 0                 | 0                 | 0                 | 36       | 1      | 0           | 1          |
| P. Löwer      | 36            | 0             | 0             | 0             | 4                 | 0                 | 0                 | 0                 | 40       | 0      | 0           | 0          |
| H. Popp       | 33            | 3             | 5             | 0             | 4                 | 1                 | 1                 | 0                 | 37       | 4      | 6           | 0          |
| G. Schäfer    | 23            | 3             | 0             | 1             | 2                 | 0                 | 0                 | 0                 | 25       | 3      | 0           | 1          |
| E. Unger      | 25            | 6             | 1             | 0             | 3                 | 0                 | 0                 | 0                 | 28       | 6      | 1           | 0          |